# Satanic Voices
Die Satanic Voices sind eine deutsche Rockband aus Neunkirchen (Saar), die im Jahr 1989 als Satanic Verses gegründet wurde. Ihre Musik bezeichnen sie selbst als Prolo-Rock.

## Diskografie

### Alben
- Der Kasper des Todes (1990; Demotape Eigenvertrieb)
- Autos, Geld und geile Weiber (1990; Heartache Transplant Records (HTR)/Rough Trade)
- Auf dem Weg zum Ruhm (1995; HTR/Rough Trade)
- Das elfte Gebot (1997; HTR/Rough Trade)
- Harte Kost (2002 Eigenvertrieb)
- Unzensiert (2008; Myskull Records)

### Singles
- Autos, Geld und geile Weiber (1990; Heartache Transplant Records (HTR)/Rough Trade)
- Go Borussia (2002; Eigenvertrieb)
- 100 Jahre VFB Borussia (2005; Eigenvertrieb)
- Saarland (2005; Eigenvertrieb)

### Sampler
- Nur Mut – Gegen Ausländerfeindlichkeit und Rassismus  (Titel: Evangelist; 1992; Rough Trade)